# 밍둥왕
밍둥왕(버마어: မင်းတုန်းမင်း 밍둥밍, 1808년 7월 8일 ~ 1878년 10월 1일)은 미얀마 꼰바웅 왕국의 제10대 국왕(재위 : 1853년 2월 18일 ~ 1878년 10월 1일)이다.
밍둥왕은 버마에서 가장 인기 있고 존경받는 왕 중 하나이다. 그의 이복형인 바강왕이 다스리던 1852년의 제2차 영-버마 전쟁은 대영 제국이 하버마를 합병함으로써 끝났다. 밍둥왕과 그의 남동생 까나웅세자는 이복형제인 바강왕을 타도했다. 그는 통치 기간의 대부분을 영국의 침략으로부터 왕국의 상부를 방어하고 왕국을 현대화하는 데 보냈다.

## 생애
1808년 따야와디왕과 남궁 왕후 띠리뚜싼다 만라마헤사이에서 마웅 륑(မောင်လွင်)으로 태어났다. 23세까지 아마라뿌라의 마하조띠까 수도원 대학에서 공부했으며 평생 동안 종교와 종교 학문에 대해 깊은 존경심을 가지고 있었다.
밍둥왕은 영국 통치의 그늘에서 자랐다. 즉위 1853년까지 버마는 급진적인 변화를 겪었다.

## 업적

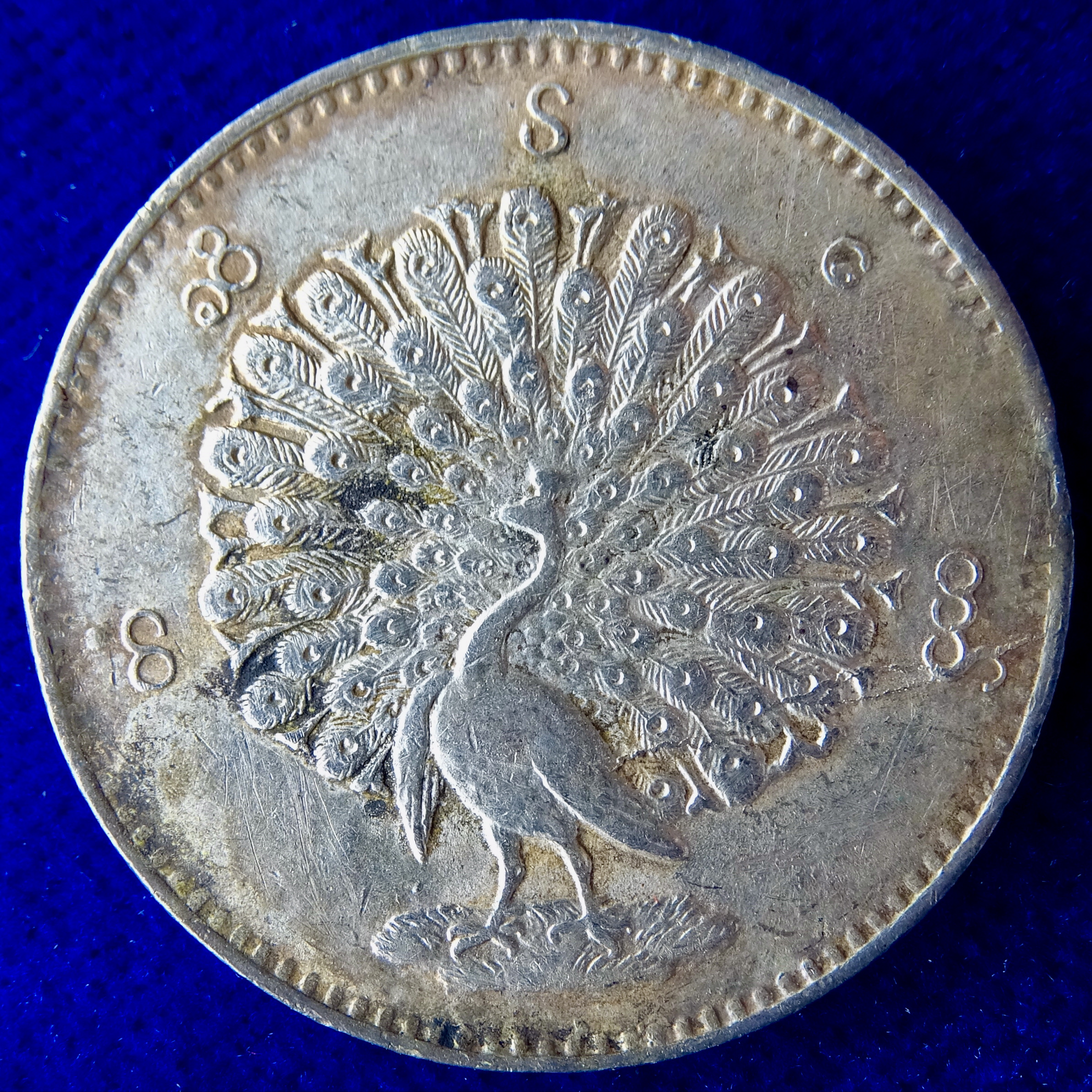
1853년 첫 번째 1 짯 은화

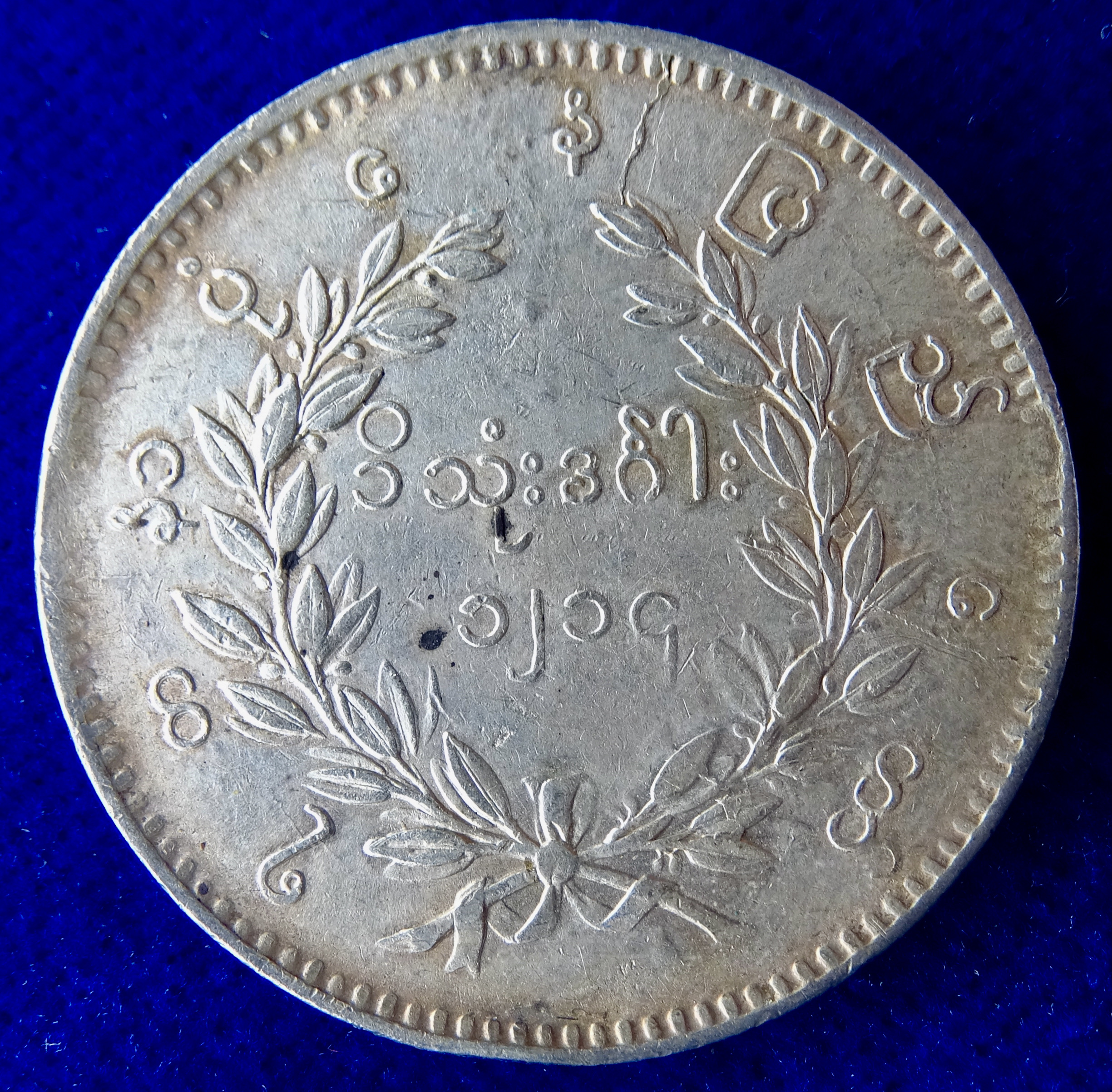
동전의 반전

밍둥왕은 1857년 버마의 마지막 왕도인 만덜레를 건설했다. 그의 남동생 까나웅세자은 훌륭한 행정가이자 근대화자임이 입증되었다. 밍둥왕의 통치 기간 동안 산업 혁명이 이룬 엄청난 발전에 대해 배우기 위해 학자들이 프랑스, 이탈리아, 미국, 영국으로 파견되었다.

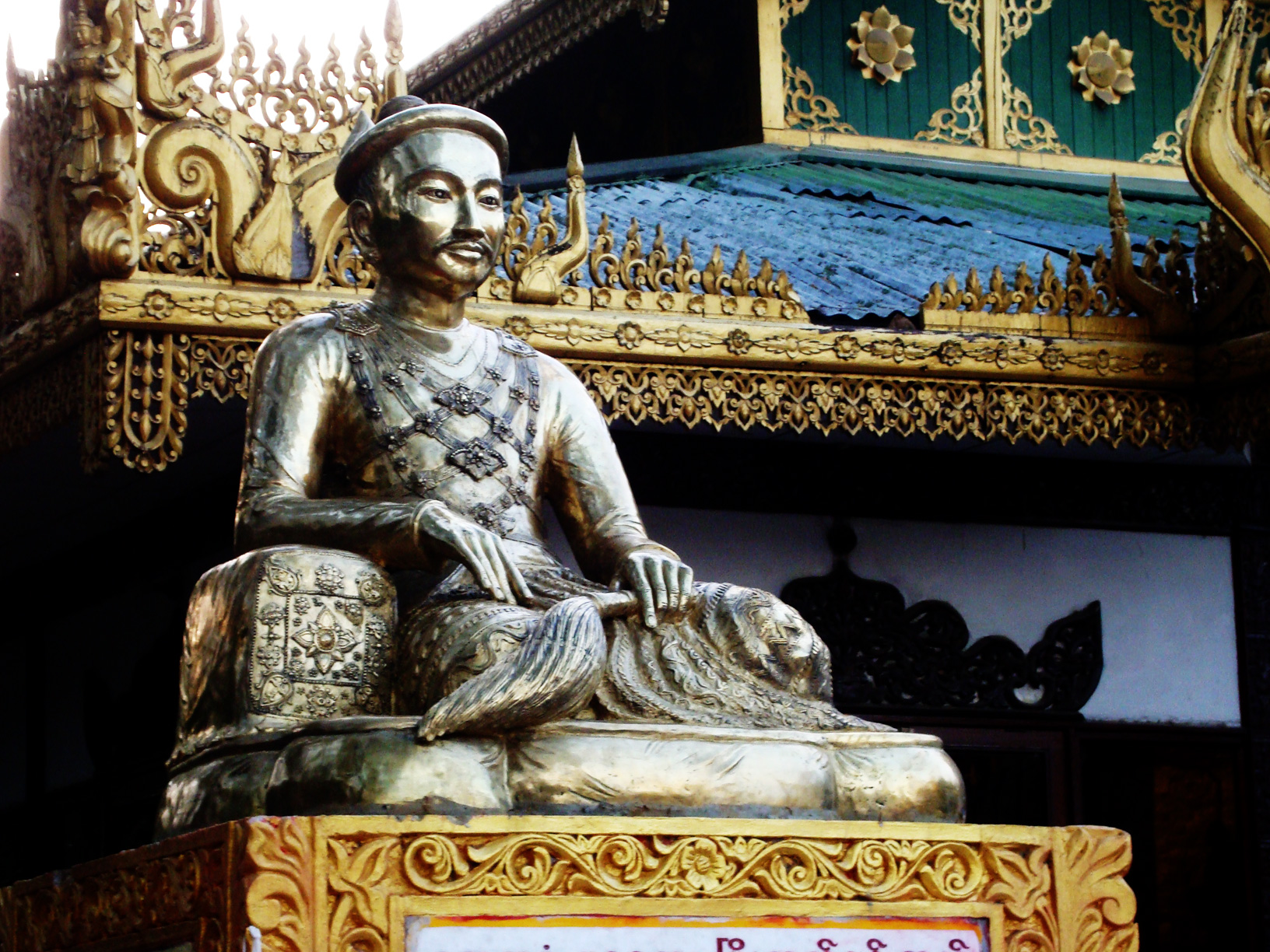
만달레 왕궁 밍둥왕 동상